# Abaca (plant)
De abaca (Musa textilis) is een bananensoort die een vezel levert, de manillahennep. Zoals alle bananenplanten, is het een forse plant (tot een hoogte van 8 m) met een schijnstam, die bestaat uit brede bladscheden die zich aan de top horizontaal spreiden. Met abaca/abacá wordt ook de vezel en het textiel wat er van gemaakt wordt, aangeduid.
Omstreeks 1800 werd de teelt van de abaca door de Spaanse kolonisator georganiseerd op de Filipijnen. Dit land bezit het feitelijke monopolie van de productie door het zeer gunstige klimaat en de aanwezigheid van de nodige arbeidskrachten voor het losmaken van de vezels. Bij de oogst worden de stammen in stukken gesneden en door insnijdingen in de lengterichting worden de bladscheden afgescheiden. De vezels kunnen een lengte van meer dan twee meter hebben.
De manillahennep wordt vooral gebruikt in de touwslagerij. Hij wordt hoog gewaardeerd omdat hij lichter en sterker touw oplevert dan gewone hennep en beter bestand is tegen de inwerking van zeewater.

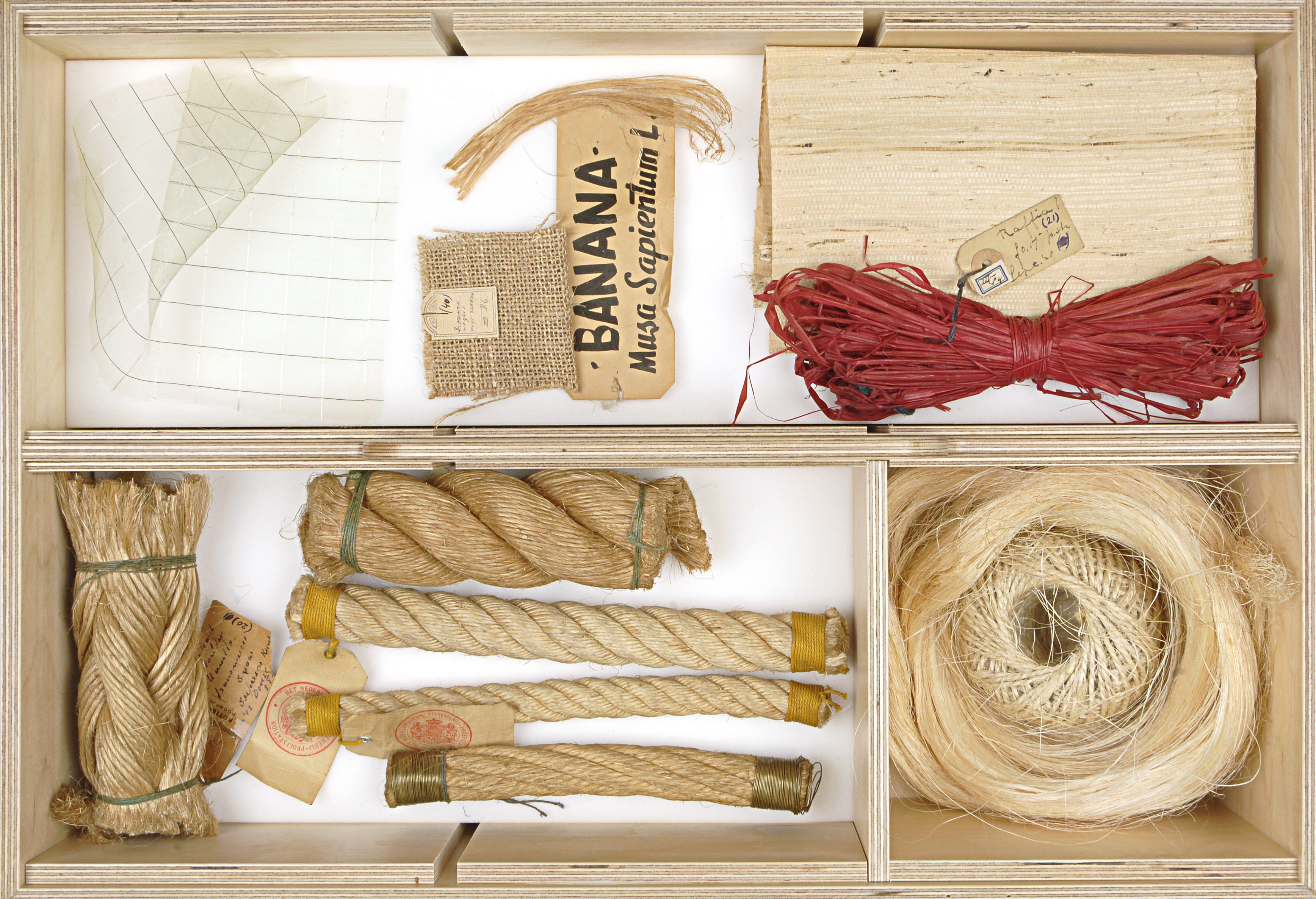
Manilla hennep, Bananenblad vezel, Sisal vezel en touw, Abaca vezel, Raffia. Lade en monsters van het textielkabinet in het Textielmuseum te Tilburg.
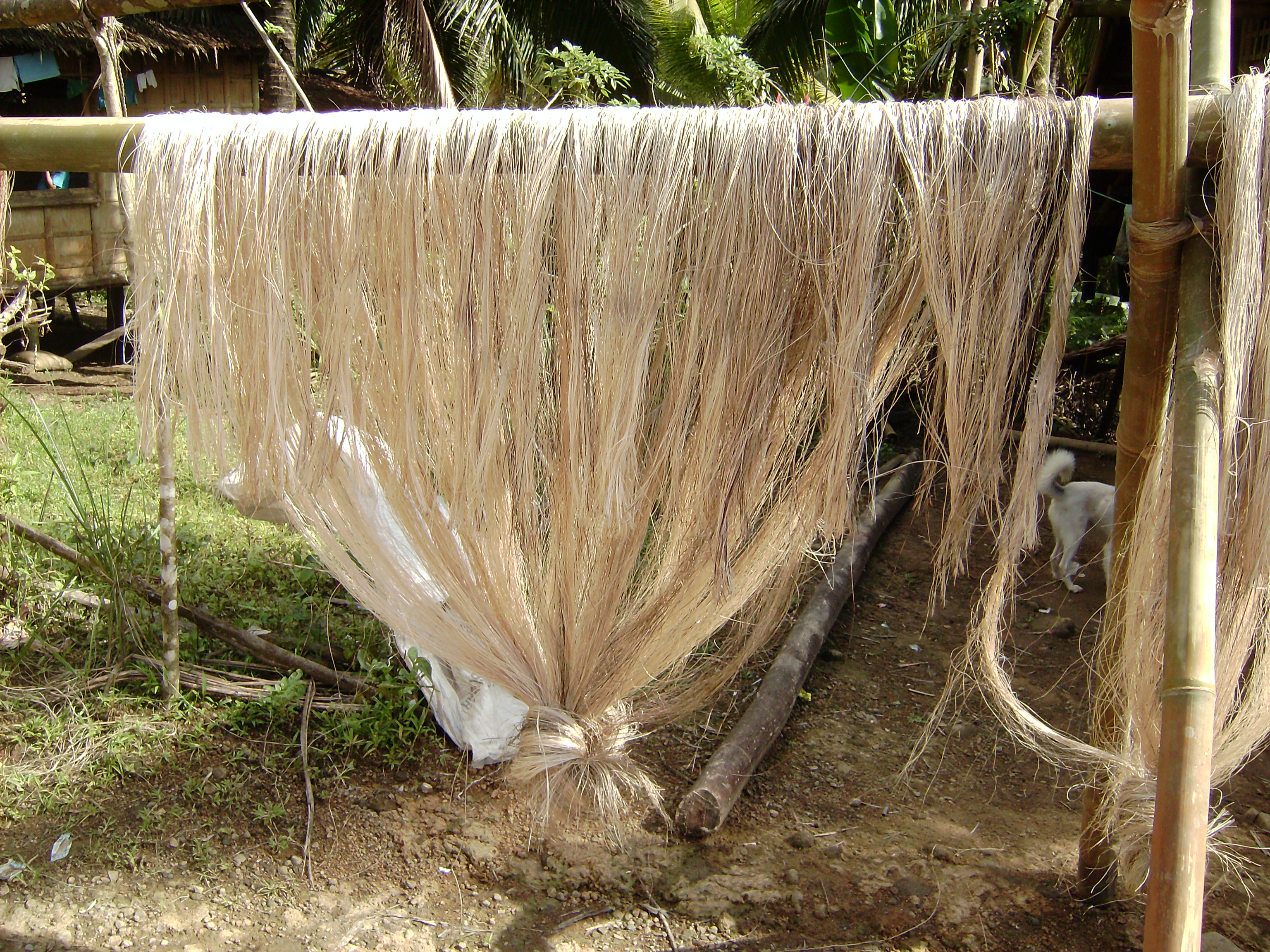
Manillahennep